# Windenergie in Südafrika
Die Windenergie in Südafrika trägt zur Stromversorgung des Landes bei: 2023 stammten 5 % des in Südafrika erzeugten Stromes aus Windkraft. Im März 2025 gab es 37 Windparks in Südafrika.

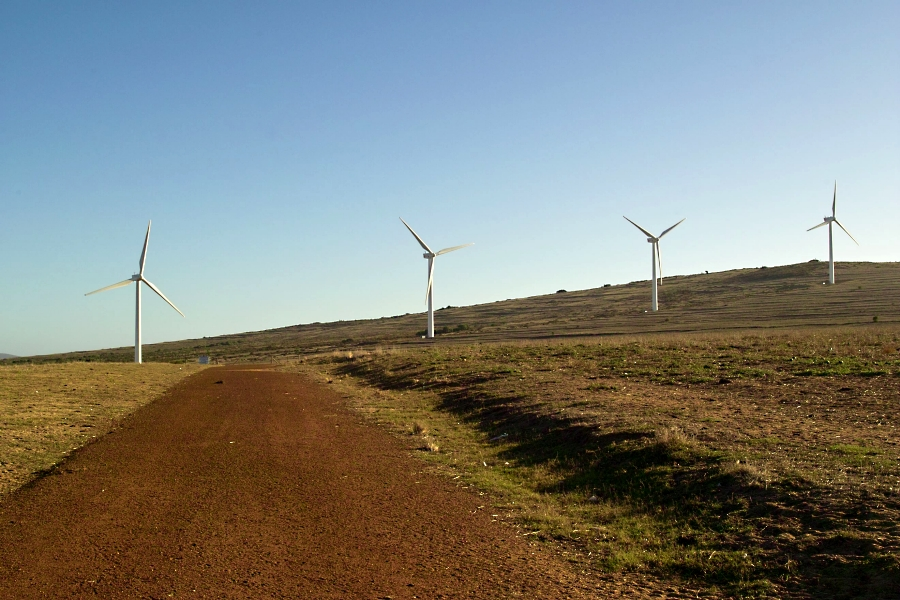
Der Windpark bei Darling ist einer der ältesten in Südafrika

## Installierte Leistung und Jahreserzeugung
| Jahr | Inst. Leistung (MW) | Erzeugung (TWh) |
| ---- | ------------------- | --------------- |
| 2010 | 10                  |                 |
| 2011 | 10                  |                 |
| 2012 | 10                  |                 |
| 2013 | 257                 |                 |
| 2014 | 569                 | 1,1             |
| 2015 | 1079                | 2,5             |

| Jahr | Inst. Leistung (MW) | Erzeugung (TWh) |
| ---- | ------------------- | --------------- |
| 2016 | 1473                | 3,70            |
| 2017 | 2094                | 4,92            |
| 2018 | 2094                | 6,47            |
| 2019 | 2094                | 6,62            |
| 2020 | 2516                | 6,61            |
| 2021 | 2495                | 8,36            |
| 2022 | 3163                | 9,69            |
| 2023 | 3442                | 11,61           |
| 2024 | 3511                |                 |

## Weitere Planungen
Bis 2030 könnten weitere 33 GW an Windenergieleistung in Betrieb genommen werden; zwischen 2030 und 2050 seien zusätzliche Windkraftwerke mit einer Gesamtleistung zwischen 69 GW und 76 GW erforderlich.

## Historisches
Der für die Energieversorgung zuständige Minister genehmigte 2002 ein nationales Demonstrationsprojekt, den Darling-Windpark. Dieser ist bei der Ortschaft Darling, etwa 70 km von Kapstadt entfernt, gelegen. Er nahm mit einer Gesamtleistung von 5,2 MW aus vier Anlagen im Mai 2008 den kommerziellen Betrieb auf.